# Ladylike
Ladylike е четвъртият и последен студиен албум на германската група Monrose. Излиза на пазара на 11 юни 2010 от Starwatch Music и Warner Music Germany.

## Списък с песните
1. „This Is Me“ – 3:42
2. „Superstar DJ“ – 3:36
3. „Like a Lady“ – 3:11
4. „Don't Take It Personal“ – 3:23
5. „Doing Fine“ – 3:30
6. „Definition Of A Woman“ – 3:40
7. „Love Must Carry On“ – 3:22
8. „Breathe You in“ – 4:08
9. „All Or Nothing“ – 3:54
10. „No No No“ – 3:38
11. „Catwalk V-O-G-U-E“ – 2:48
12. „Mono“ – 3:20
13. „I Surrender (скрит трак)“ – 4:06